# Skeleton-Weltcup 2001/02
Der Skeleton-Weltcup 2001/02 war eine zwischen dem 16. November 2001 und dem 17. Januar 2002 von der FIBT veranstaltete Wettkampfserie im Skeleton. Saisonhöhepunkt waren im Anschluss an die Weltcuprennen die Olympischen Winterspiele in Salt Lake City, bei denen erstmals seit 1948 im Skeleton wieder Olympiamedaillen vergeben wurden. Der schon 33-jährige Schweizer Gregor Stähli gewann erst- und einmalig bei den Männern den Weltcup. Dabei gewann er vier von fünf Rennen. Bei den Frauen gewann die Britin Alex Coomber zum dritten Mal in Folge den Weltcup. Als Unterbau zum Weltcup fungierten der Europacup und der America’s Cup.

## Weltcup-Übersicht
| 1. Weltcup in Königssee, 16. November 2001 | 1. Weltcup in Königssee, 16. November 2001 | 1. Weltcup in Königssee, 16. November 2001 | 1. Weltcup in Königssee, 16. November 2001 | 1. Weltcup in Königssee, 16. November 2001 |
| ------------------------------------------ | ------------------------------------------ | ------------------------------------------ | ------------------------------------------ | ------------------------------------------ |
| Disziplin                                  | Erster Platz                               | Zweiter Platz                              | Dritter Platz                              |                                            |
| Frauen                                     | Steffi Hanzlik                             | Diana Sartor                               | Lindsay Alcock                             |                                            |
| Männer                                     | Gregor Stähli                              | Chris Soule                                | Jeff Pain                                  |                                            |

| 2. Weltcup in Igls, 21. November 2001 | 2. Weltcup in Igls, 21. November 2001 | 2. Weltcup in Igls, 21. November 2001 | 2. Weltcup in Igls, 21. November 2001 | 2. Weltcup in Igls, 21. November 2001 |
| ------------------------------------- | ------------------------------------- | ------------------------------------- | ------------------------------------- | ------------------------------------- |
| Disziplin                             | Erster Platz                          | Zweiter Platz                         | Dritter Platz                         |                                       |
| Frauen                                | Maya Pedersen                         | Alex Coomber                          | Lea Ann Parsley                       |                                       |
| Männer                                | Gregor Stähli                         | Martin Rettl                          | Chris Soule                           |                                       |

| 3. Weltcup in Calgary, 14. Dezember 2001 | 3. Weltcup in Calgary, 14. Dezember 2001 | 3. Weltcup in Calgary, 14. Dezember 2001 | 3. Weltcup in Calgary, 14. Dezember 2001 | 3. Weltcup in Calgary, 14. Dezember 2001 |
| ---------------------------------------- | ---------------------------------------- | ---------------------------------------- | ---------------------------------------- | ---------------------------------------- |
| Disziplin                                | Erster Platz                             | Zweiter Platz                            | Dritter Platz                            |                                          |
| Frauen                                   | Lindsay Alcock                           | Maya Pedersen                            | Alex Coomber                             |                                          |
| Männer                                   | Gregor Stähli                            | Martin Rettl                             | Chris Soule                              |                                          |

| 4. Weltcup in Lake Placid, 20. Dezember 2001 | 4. Weltcup in Lake Placid, 20. Dezember 2001 | 4. Weltcup in Lake Placid, 20. Dezember 2001 | 4. Weltcup in Lake Placid, 20. Dezember 2001 | 4. Weltcup in Lake Placid, 20. Dezember 2001 |
| -------------------------------------------- | -------------------------------------------- | -------------------------------------------- | -------------------------------------------- | -------------------------------------------- |
| Disziplin                                    | Erster Platz                                 | Zweiter Platz                                | Dritter Platz                                |                                              |
| Frauen                                       | Alex Coomber                                 | Jekaterina Mironowa                          | Steffi Hanzlik                               |                                              |
| Männer                                       | Gregor Stähli                                | Jim Shea                                     | Chris Soule                                  |                                              |

| 5. Weltcup in St. Moritz, 17. Januar 2002 | 5. Weltcup in St. Moritz, 17. Januar 2002 | 5. Weltcup in St. Moritz, 17. Januar 2002 | 5. Weltcup in St. Moritz, 17. Januar 2002 | 5. Weltcup in St. Moritz, 17. Januar 2002 |
| ----------------------------------------- | ----------------------------------------- | ----------------------------------------- | ----------------------------------------- | ----------------------------------------- |
| Disziplin                                 | Erster Platz                              | Zweiter Platz                             | Dritter Platz                             |                                           |
| Frauen                                    | Michelle Kelly                            | Lea Ann Parsley                           | Lindsay Alcock                            |                                           |
| Männer                                    | Chris Soule                               | Gregor Stähli                             | Duff Gibson                               |                                           |

| Olympische Winterspiele in Salt Lake City, 20. Februar 2002 | Olympische Winterspiele in Salt Lake City, 20. Februar 2002 | Olympische Winterspiele in Salt Lake City, 20. Februar 2002 | Olympische Winterspiele in Salt Lake City, 20. Februar 2002 | Olympische Winterspiele in Salt Lake City, 20. Februar 2002 |
| ----------------------------------------------------------- | ----------------------------------------------------------- | ----------------------------------------------------------- | ----------------------------------------------------------- | ----------------------------------------------------------- |

## Gesamtwertung

### Frauen
Bei den Frauen erhielten die 20 besten Pilotinnen je nach Platzierung Weltcuppunkte. Die Punkteverteilung sah folgendermaßen aus:
| Platz  | 1  | 2  | 3  | 4  | 5  | 6  | 7  | 8  | 9  | 10 | 11 | 12 | 13 | 14 | 15 | 16 | 17 | 18 | 19 | 20 |
| Punkte | 30 | 26 | 23 | 20 | 18 | 16 | 14 | 13 | 12 | 11 | 10 | 9  | 8  | 7  | 6  | 5  | 4  | 3  | 2  | 1  |

Die fünf Weltcuprennen wurden alle von verschiedenen Athletinnen gewonnen, so dass sich ein spannender Wettbewerb entwickelte. Nach dem Auftaktsieg von Steffi Hanzlik übernahm Maya Pedersen die Führung, vor Alex Coomber und Lindsay Alcock. Nach dem dritten Rennen lag Coomber hinter Alcock auf Rang drei. Erst durch den Sieg in Lake Placid übernahm Coomber mit drei Punkten Vorsprung die Führung, da Pedersen durch einen eher schwachen fünften Platz wertvolle Punkte verlor. Allerdings hatte auch noch Lindsay Alcock Chancen auf den Gesamtsieg, wie sich nach dem Wettkampfverlauf in St. Moritz zeigen würde. Sowohl Pedersen als auch Coomber belegten beim letzten Weltcup keinen Podestplatz. Der Abstand zwischen beiden schrumpfte auf einen Punkt. Alcock hätte mit einem Tagessieg beide noch übertrumpfen können, und nach dem ersten Lauf sah es sogar noch danach aus. Zeitgleich mit ihrer Mannschaftskameradin Michelle Kelly belegte sie den ersten Platz. Im zweiten Lauf verlor sie allerdings über drei Zehntel auf kelly und rutschte noch auf den dritten Platz in der Tageswertung ab. So gewann Alex Coomber in einem Herzschlagfinale vor Maya Pedersen und Lindsay Alcock ihren dritten Weltcupgesamtsieg in Folge.
| Rang | Athlet                | KÖN | IGL | CAL | LPC | STM | Punkte |
| ---- | --------------------- | --- | --- | --- | --- | --- | ------ |
| 01   | Alex Coomber          | 5   | 2   | 3   | 1   | 5   | 115    |
| 02   | Maya Pedersen         | 4   | 1   | 2   | 5   | 4   | 114    |
| 03   | Lindsay Alcock        | 3   | 4   | 1   | 8   | 3   | 109    |
| 04   | Lea Ann Parsley       | 6   | 3   | 4   | 4   | 2   | 105    |
| 05   | Michelle Kelly        | 7   | 7   | 6   | 6   | 1   | 90     |
| 06   | Steffi Hanzlik        | 1   | 5   | 10  | 3   | 14  | 89     |
| 07   | Diana Sartor          | 2   | 10  | 11  | 7   | 13  | 69     |
| 08   | Jekaterina Mironowa   | 18  | 16  | 5   | 2   | 7   | 66     |
| 09   | Monique Riekewald     | 9   | 6   | 8   | 11  | 8   | 64     |
| 10   | Tristan Gale          | 12  | 8   | 13  | 9   | 1   | 53     |
| 11   | Mellisa Hollingsworth | 8   | 12  | 15  | 15  | 9   | 46     |
| 12   | Tanja Morel           | 10  | 15  | 7   | 14  | 16  | 43     |
| 13   | Dany Locati           | 11  | 13  | 14  | 13  | 15  | 39     |
| 14   | Tricia Stumpf         | –   | –   | 9   | 12  | 6   | 37     |
| 15   | Ursi Walliser         | 19  | 19  | 12  | 10  | 11  | 34     |
| 16   | Emma Stewart          | 14  | 11  | DSQ | 18  | 11  | 30     |
| 17   | Colleen Rush          | 13  | 9   | –   | –   | –   | 20     |
| 18   | Eiko Nakayama         | 17  | 14  | 20  | 24  | 17  | 16     |
| 19   | Liz Couch             | 15  | 17  | 16  | 21  | –   | 15     |
| 20   | Mikiko Yoshioka       | 16  | 21  | 18  | 16  | –   | 13     |
| 21   | Felicia Canfield      | 22  | 22  | 17  | 19  | –   | 6      |
| 22   | Luise Corcoran        | 23  | 25  | –   | 17  | –   | 4      |
| 23   | Ludmilla Klak         | 25  | 23  | 21  | 20  | 18  | 4      |
| 24   | Lydia Mayr            | 20  | 18  | –   | –   | –   | 4      |
| 25   | Valu Muti             | 24  | 20  | 19  | 22  | –   | 4      |
| −    | Alexandra Kolb        | 21  | –   | –   | –   | –   | 0      |
| −    | Lucia Sitzia          | –   | –   | 22  | 23  | –   | 0      |
| −    | Karin Auer            | –   | 24  | –   | –   | –   | 0      |

### Männer
Bei den Männern erhielten die 30 besten Piloten je nach Platzierung Weltcuppunkte. Die Punkteverteilung sah folgendermaßen aus:
| Platz  | 1  | 2  | 3  | 4  | 5  | 6  | 7  | 8  | 9  | 10 | 11 | 12 | 13 | 14 | 15 | 16 | 17 | 18 | 19 | 20 | 21 | 22 | 23 | 24 | 25 | 26 | 27 | 28 | 29 | 30 |
| Punkte | 50 | 45 | 41 | 38 | 35 | 32 | 29 | 27 | 25 | 23 | 21 | 20 | 19 | 18 | 17 | 16 | 15 | 14 | 13 | 12 | 11 | 10 | 9  | 8  | 7  | 5  | 4  | 3  | 2  | 1  |

Der Schweizer Gregor Stähli war der Dominator des Weltcupwinters 2001/02. Er gewann vier von fünf Rennen und ließ ausgerechnet vor heimischer Kulisse in St. Moritz seinem härtesten Konkurrenten Chris Soule aus den USA den Vortritt. Beide standen als einzige Athleten bei jedem Weltcup auf dem Podest und dominierten die Konkurrenz. Spannend wurde es lediglich um den dritten Platz in der Weltcupgesamtwertung. Nach vier Wettbewerben lag Jim Shea mit 144 Punkten vor Jeff Pain mit 126 Punkten und Martin Rettl mit 122 Punkten. Shea verzichtete aber in St. Moritz aus bisher nicht geklärten Gründen auf den zweiten Lauf und fiel so noch auf den fünften Platz in der Gesamtwertung zurück. Rettl konnte die entscheidenden Punkte gegenüber Pain wettmachen und belegte letztlich den dritten Platz in der Gesamtwertung.
| Rang | Athlet              | KÖN | IGL | CAL | LPC | SMT | Punkte |
| ---- | ------------------- | --- | --- | --- | --- | --- | ------ |
| 01   | Gregor Stähli       | 1   | 1   | 1   | 1   | 2   | 245    |
| 02   | Chris Soule         | 2   | 3   | 3   | 3   | 1   | 218    |
| 03   | Martin Rettl        | 26  | 2   | 2   | 8   | 5   | 157    |
| 04   | Jeff Pain           | 3   | 12  | 8   | 4   | 7   | 155    |
| 05   | Jim Shea            | 7   | 4   | 6   | 2   | 25  | 151    |
| 06   | Duff Gibson         | 10  | 8   | 4   | 22  | 3   | 139    |
| 07   | Philippe Cavoret    | 6   | 5   | 12  | 16  | 12  | 123    |
| 08   | Lincoln DeWitt      | 22  | 11  | 5   | 13  | 6   | 117    |
| 09   | Willi Schneider     | 8   | 6   | 17  | 7   | 20  | 115    |
| 10   | Christian Auer      | 14  | 15  | 10  | 6   | 9   | 115    |
| 11   | Felix Poletti       | 4   | 9   | 22  | 17  | 10  | 111    |
| 12   | Kazuhiro Koshi      | 11  | 6   | 11  | 9   | 26  | 104    |
| 13   | Snorre Pedersen     | 12  | 26  | 14  | 15  | 4   | 98     |
| 14   | Frank Kleber        | 13  | 23  | 15  | 5   | 17  | 95     |
| 15   | Kristan Bromley     | 19  | 12  | 7   | 14  | 22  | 90     |
| 16   | Steve Anson         | 15  | 16  | 9   | 25  | 11  | 86     |
| 17   | Pascal Richard      | 23  | 19  | 20  | 12  | 8   | 81     |
| 18   | Cliffton Wrottesley | 18  | 20  | 13  | 18  | 16  | 75     |
| 19   | Cederic Tamani      | 17  | 25  | 19  | 11  | 15  | 73     |
| 20   | Masaru Inada        | 20  | 14  | 18  | 25  | 13  | 70     |
| 21   | Walter Stern        | 9   | 29  | 23  | 19  | 14  | 67     |
| 22   | Peter Meyer         | 5   | 21  | 29  | 24  | –   | 56     |
| 23   | Adrian Collins      | 30  | 17  | 16  | 23  | 24  | 49     |
| 24   | Yuuki Nozawa        | 33  | 27  | 24  | 10  | 26  | 40     |
| 25   | Alexander Müller    | 21  | 10  | –   | –   | 28  | 37     |
| 26   | Brady Canfield      | 25  | 18  | 27  | 21  | 31  | 36     |
| 27   | Christian Steger    | 24  | 24  | 25  | 27  | –   | 27     |
| 28   | Odd Arne Almli      | –   | 21  | –   | –   | 19  | 24     |
| 29   | Koushun Tojo        | 32  | 33  | 21  | 20  | 32  | 23     |
| 30   | Renato Bussola      | 16  | 28  | –   | –   | 30  | 20     |
| 31   | Andy Böhme          | –   | –   | –   | –   | 18  | 14     |
| 32   | Stephane Gonthier   | 31  | 32  | 30  | 29  | 21  | 14     |
| 33   | Tim Cassin          | 35  | 36  | 32  | 31  | 23  | 9      |
| 34   | Nathan Cicoria      | 27  | 31  | 26  | –   | –   | 9      |
| 35   | Haavard Engelien    | 29  | –   | 28  | 30  | –   | 6      |
| 36   | Stefano Maldifassi  | –   | –   | 31  | 28  | 29  | 5      |
| 37   | Kwang-Bae Kang      | 28  | 38  | –   | –   | –   | 3      |
| 38   | Martins Dukurs      | 36  | 30  | –   | –   | –   | 1      |
| −    | Jaime Tapia         | –   | 39  | –   | –   | –   | 0      |
| −    | Peter van Wees      | 37  | 35  | 33  | 32  | 33  | 0      |
| −    | Jurrien Kuipers     | 38  | 37  | –   | –   | –   | 0      |
| −    | Tomass Dukurs       | 34  | 34  | –   | –   | –   | 0      |